# Gary Zukav
Gary Zukav, född 17 oktober 1942 i Port Arthur i Texas, är en amerikansk författare. Han har bland annat skrivit den populärvetenskapliga bestsellern De dansande Wu Li-mästarna (1979), som utkom på svenska 1981.

## Övriga engagemang
1991 gjorde Zukav en föredragsturne i Sverige tillsammans med Ulf Wåhlström för att lansera det då nystartade partiet Enhet.